# Conversion de chaleur en carburant
La conversion de chaleur en carburant (en anglais : heat to fuel) est un procédé de transformation de l’énergie thermique issue du soleil en énergie chimique.
Le principe est de concentrer la lumière du soleil pour faire réagir un mélange d'eau et de dioxyde de carbone permettant la formation de gaz de synthèse (mélange de monoxyde de carbone et d'hydrogène) avant réaction finale d'hydrocarbures sur un mélange de catalyseurs. Il s'agit d'un procédé thermochimique à haute température utilisant des températures supérieures à 1 000 °C.

## Économie
L'éthanol issu de procédés de conversion par chaleur pourrait avoir un prix minimum de 1,87 $ le kilogramme. La réalisation d'une raffinerie solaire nécessiterait des améliorations technologiques significatives sur tous les chainons du procédé : capture et conversion de l'énergie solaire, capture du CO2 et procédé de conversion catalytique.